# Irénée Noye
 (octobre 2018).
Si vous disposez d'ouvrages ou d'articles de référence ou si vous connaissez des sites web de qualité traitant du thème abordé ici, merci de compléter l'article en donnant les références utiles à sa vérifiabilité et en les liant à la section « Notes et références ».
Irénée Noye, né le 12 octobre 1921 à Roanne et mort le 11 février 2022 à Paris,, est un prêtre sulpicien français, historien, érudit et archiviste de la Compagnie.

## Biographie
De 1938 à 1945, il est en formation au sacerdoce au Séminaire Saint-Sulpice : de 1938-1943 à Issy-les-Moulineaux (avec une année                                       1941-1942 aux Chantiers de Jeunesse), en 1943-1944 enseignant à Notre-Dame de Joubert à Marlhes (Loire), et en 1944-1945 à Paris, rue du Regard, où il passe son baccalauréat canonique en théologie. Il est ordonné prêtre le 31 mars 1945 pour le diocèse de Lyon.
Il est ensuite été convié à poursuivre des études  à l’Institut Catholique de Lyon en 1947-1948. Il effectue sa Solitude (noviciat) en 1948-1949. Puis il reprend ses études au Séminaire universitaire d’Angers (dont il est aussi l'économe) de 1949 à 1952. Il obtient ainsi plusieurs diplômes : licence ès lettres, diplôme d’études supérieures en lettres classiques (Sorbonne 1952), diplôme supérieur de bibliothécaire (1953).
Il exerce ensuite différents ministères au sein de la Compagnie des prêtres de Saint-Sulpice : archiviste et bibliothécaire (1952-2001), professeur d’histoire au Séminaire d’Issy-les-Moulineaux (1952-1972), économe de la Maison (1962-1967), ingénieur au CNRS à mi-temps (1967-1986), secrétaire général de la Compagnie (1990-1997).
Il prend sa retraite en 2001.

## Œuvre
Spécialiste du XVIIe siècle et du quiétisme, il a notamment participé à la monumentale édition de la correspondance de Fénelon en 17 volumes.
Il est également l'auteur de 74 articles dans le Dictionnaire de spiritualité.
Il est archiviste de la Compagnie des prêtres de Saint-Sulpice jusqu'en 2002.

## Publications
- Sur la prière « O Jesu vivens in Maria », in Bulletin du comité des études n° 7 (1954) pp. 8-17 et n° 8 (1955) pp 10-21
- Note pour une histoire de la direction spirituelle, in La Vie Spirituelle,  Supplément, 1955, n° 34, pp. 251-276
- Le projet de Monsieur Olier dans les séminaires diocésains, in René Fourrey et al., La tradition sacerdotale. Études sur le sacerdoce, Le Puy, Xavier Mappus, 1959, pp. 213-232
- Correspondance de Fénelon, éditée par Jean Orcibal, Jacques Le Brun et Irénée Noye, 17 volumes, Paris (Klincksieck) 1972-1976, Genève (Droz) 1987-1999
- Paule de Fénelon, religieuse à Sarlat (1641-1723), in Bulletin de la Société Historique et Archéologique du Périgord, t. C, troisième livraison, Périgueux, Imprimerie Joucla, 1973, pp. 211-219
- Dupanloup maître spirituel, d'après son journal intime, in Éducation et images de la femme chrétienne en France, au début du XIXe siècle, sous la direction de Françoise Mayeur et Jacques Gadille, Lyon, L'Hermès, 1980, pp. 41-46
- Olier (Jean-Jacques) in Dictionnaire de spiritualité, vol. 11, M. Viller et al., Paris, Beauchesne, 1982, colonnes 737-751
- Louis Tronson, Traité des saints ordres, Texte imprimé de 1676 comparé aux écrits authentiques de Jean-Jacques Olier (1657), édition critique avec introduction et notes par Gilles Chaillot, Paul Cochois, et Irénée Noye, Paris, Compagnie des prêtres de Saint-Sulpice, 1984
- La Communauté d'Avron (1655?-1676), in Bulletin de Saint-Sulpice, n° 11, Paris, Compagnie des prêtres de Saint-Sulpice, 1985, pp. 19-23
- Chronologie de la compagnie des prêtres de Saint-Sulpice, in Bulletin de Saint-Sulpice, n° 13, Paris, Compagnie des prêtres de Saint-Sulpice, 1987, pp. 194-246
- M. Olier, fondateur de séminaires, in Bulletin de Saint-Sulpice, n° 14, Paris, Compagnie des prêtres de Saint-Sulpice, 1988, pp. 156-163
- Les  bibliothèques  des  grands  séminaires, in Histoire  des  bibliothèques  françaises, t.  3, Les Bibliothèques de la Révolution et du XIXe siècle, 1789-1914, sous la direction de Dominique Varry, Paris, Éditions  du  Cercle  de  la librairie, 1991, pp. 463-465
- Fénelon en nos archives, in Bulletin des nouvelles de la Province de France, Paris, Compagnie des prêtres de Saint-Sulpice, 1996
- Fénelon et son séminaire, in Fénelon, évêque et pasteur en son temps (1695-1715). Actes du colloque de Cambrai (15-16 septembre 1995), sous la direction de Gilles Deregnaucourt et Philippe Guignet, Lille, Centre d'histoire de la Région Nord et de l'Europe du Nord-Ouest, 1996, pp. 195-201
- Les  Papiers  de  Fénelon, in Bulletin de l'AAEF, n° 47, Association des archivistes de l'Église de France, 1997
- État documentaire des manuscrits des œuvres  et des lettres de madame Guyon, in Madame Guyon, Grenoble, Éditions Jérôme Millon, 1997, pp. 51-62
- Le prêtre et la fréquence de la célébration eucharistique - Dossier historique sur l'Église latine du XIIIe au XVIIIe s., colloque organisé par le Centre d'études du Saulchoir,  Philippe Lécrivain, Pierre-Marie Gy et Irénée Noye, Paris, Cerf, 1999
- La formation dans les séminaires sulpiciens, in Annali di storia dell'educazione e delle istituzioni scolastiche, 7/2000, pp. 181-199
- Saint Vincent de Paul, Un portrait du prêtre : les retraites de 10 jours pour les ordinands., Vol. I, Deux textes du XVIIe siècle : Les entretiens du matin et du soir, présentés par le Père Gérard Carroll ; avant-propos du Père Irénée Noye ; préface du Père Robert Maloney, Paris, Téqui, 2004
- Une mission qu'on appellera Ville-Marie (1642), in Marie dans l'évangélisation, t. I, Société française d'études mariales (SFEM), Paris, Mediaspaul Éditions, 2007, pp. 149-162
- François de Sales a-t-il composé un commentaire du Cantique des Cantiques ?, in Nouvelle revue théologique, 2008/2 (t. 130), Bruxelles, Association Nouvelle revue théologique, 2008, pp. 271-283
- Jean-Jacques Olier, Correspondance. Nouvelle édition des lettres suivies de textes spirituels donnés comme lettres dans les éditions antérieures, par Gilles Chaillot, Irénée Noye et Bernard Pitaud, Paris, Honoré Champion (« Mystica », 3), 2014